# Acmanthera fernandesii
Acmanthera fernandesii är en tvåhjärtbladig växtart som beskrevs av W.R. Anderson. Acmanthera fernandesii ingår i släktet Acmanthera och familjen Malpighiaceae. Inga underarter finns listade i Catalogue of Life.